# Варжинья (мікрорегіон)
Варжинья (порт. Microrregião de Varginha) — мікрорегіон в Бразилії, входить в штат Мінас-Жерайс. Складов частина мезорегіону Південь і південний захід штату Мінас-Жерайс. Населення становить 446 905 чоловік на 2006 рік. Займає площу 7 599,369 км². Густота населення — 58,8 чол./км².

## Склад мікрорегіону
До складу мікрорегіону включені наступні муніципалітети:
1. Боа-Есперанса
2. Кампанья
3. Кампу-ду-Мею
4. Кампус-Жерайс
5. Карму-да-Кашуэйра
6. Кокейрал
7. Елой-Мендіс
8. Гуапе
9. Ілісінеа
10. Монсеньор-Паулу
11. Сантана-да-Варжен
12. Сан-Бенту-Абаді
13. Сан-Томе-дас-Летрас
14. Трес-Корасойнс
15. Трес-Понтас
16. Варжинья

| Бразилія | Це незавершена стаття з географії Бразилії. Ви можете допомогти проєкту, виправивши або дописавши її. |